# Internationale Filmfestspiele von Venedig 2006

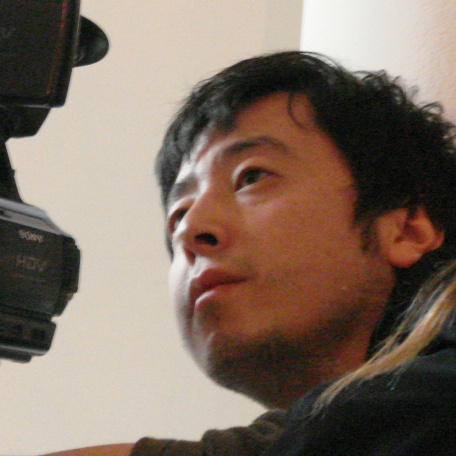
Jia Zhangke (Gewinner des Goldenen Löwen)

Die 63. Internationalen Filmfestspiele von Venedig (63. Mostra internazionale d'arte cinematografica) fanden vom 30. August bis zum 9. September 2006 statt. Das Filmfestival, das neben den Internationalen Filmfestspielen von Cannes und der Berlinale zu den bedeutendsten Filmfestivals gezählt wird, findet seit 1932 jährlich im August bzw. im September in Venedig statt. 2006 wurden die Filmfestspiele mit Brian De Palmas Kriminalfilm The Black Dahlia eröffnet. Neben diesem Film nahmen zwanzig weitere sowie ein nicht vorher angekündigter „Überraschungsfilm“ im Wettbewerb um den Goldenen Löwen, den wichtigsten Preis des Festivals, teil. In den drei Hauptsektionen – dem Hauptwettbewerb, der Sektion Orizzonti und dem Kurzfilmwettbewerb Corta Cortissimo – waren 62 Filme aus 27 Ländern zu sehen, die aus über 2.500 Einsendungen ausgewählt worden waren. Erstmals bei den Filmfestspielen von Venedig zu sehen waren Filme aus Tschad, Zypern und Indonesien. Insgesamt waren 2.589 Filme bei der elftägigen Veranstaltung zu sehen, darunter 1.429 Spielfilme.
Der Goldene Löwe ging schließlich an den Chinesen Jia Zhangke für seinen Film Still Life. Einzig der Preisträger für den Goldenen Löwen als Ehrenpreis für ein Lebenswerk stand bereits im Vorfeld bereits fest; der US-amerikanische Regisseur und Drehbuchautor David Lynch, der unter anderem durch Blue Velvet und Mulholland Drive – Straße der Finsternis bekannt geworden ist, erhielt die Auszeichnung.

## Wettbewerb

### Jury
Präsidentin der Wettbewerbsjury im Jahr 2006 war die französische Schauspielerin Catherine Deneuve, die 1998 für ihre Darstellung im Kriminaldrama Place Vendôme auf der Biennale, wie die Filmfestspiele von Venedig oft auch genannt werden, mit der Coppa Volpi als beste Darstellerin ausgezeichnet worden war.
Deneuve zur Seite standen der italienische Schauspieler und Regisseur Michele Placido, der 1998 den FEDIC-Preis erhalten hatte und mit zwei weiteren Regiearbeiten 2002 und 2004 im Wettbewerb vertreten gewesen war. Der bereits zweimal in Venedig ausgezeichnete, spanische Regisseur und Drehbuchautor Bigas Luna war wie auch der portugiesische Produzent von unter anderem Bis ans Ende der Welt, Paulo Branco, Teil der Jury. Der US-amerikanische Regisseur, Drehbuchautor und Produzent Cameron Crowe, die russische Schauspielerin Tschulpan Nailjewna Chamatowa und der südkoreanische Regisseur und Drehbuchautor Park Chan-wook komplettierten die Wettbewerbsjury.

### Filme
Das erste Mal seit 1945 feierten alle im Wettbewerb gezeigten Filme ihre Premiere bei den Filmfestspielen von Venedig. Der Festivalleiter Marco Müller wollte ursprünglich Tom Tykwers 50 Millionen teure Literaturverfilmung Das Parfum – Die Geschichte eines Mörders als Eröffnungsfilm für das Festival am Lido, die deutsche Produktionsfirma Constantin-Film lehnte dies jedoch ab.
Der einzige deutschsprachige Film im Wettbewerb dieses Jahres war Fallen der Österreicherin Barbara Albert, deren Film Nordrand bereits 1999 im Wettbewerb der Filmfestspiele gelaufen war und für den Nina Proll den Marcello-Mastroianni-Preis als beste Nachwuchsdarstellerin erhalten hatte. Fallen, das von der Wiederbegegnung von fünf Frauen nach vierzehn Jahren handelt, ist der erste österreichische Wettbewerbsbeitrag in Venedig seit Ulrich Seidls Hundstage 2001. Daratt des Tschaders Mahamat-Saleh Haroun, der einzige afrikanische Film im Wettbewerb, wurde von Österreich koproduziert. Ausschließlich von Deutschland produzierte Filme befanden sich wie bereits im Vorjahr nicht im Wettbewerb. The Black Dahlia des US-Amerikaners Brian De Palma mit Josh Hartnett, Aaron Eckhart und Scarlett Johansson in den Hauptrollen und der im Zweiten Weltkrieg spielende Thriller Black Book des Niederländers Paul Verhoeven wurden von Deutschland koproduziert.
Die Vereinigten Staaten waren mit fünf Filmen vertreten. So feierte Darren Aronofsky mit seinem Science-Fiction-Drama The Fountain mit Hugh Jackman und Rachel Weisz in den Hauptrollen die Premiere seines ersten Films nach sechs Jahren. Ihm waren mit seinen beiden ersten Spielfilmen Pi und Requiem for a Dream große Erfolge auf Filmfestivals und bei Filmpreisen gelungen. Neben den bereits genannten The Black Dahlia und The Fountain konnten auch Allen Coulters Die Hollywood-Verschwörung mit Adrien Brody und Diane Lane und Emilio Estevez’ Verfilmung der Hintergründe der Ermordung Robert F. Kennedys, Bobby, mit Anthony Hopkins und Demi Moore auf den Goldenen Löwen hoffen. Alfonso Cuarón, der bereits 2001 mit Y Tu Mamá También – Lust for Life im Wettbewerb vertreten gewesen war und dafür den Drehbuch-Preis gewann, präsentierte in Venedig seinen Science-Fiction-Thriller Children of Men mit Clive Owen und Julianne Moore. Stephen Frears’ Porträt von Elisabeth II. mit Helen Mirren in der Hauptrolle und Michael Sheen als Tony Blair startete unter dem Titel Die Queen. Der Franzose Benoît Jacquot, der bereits zweimal mit Filmen im Wettbewerb der Filmfestspiele teilgenommen hatte, war 2006 mit seinem Werk L’intouchable dabei.
Der Anime-Regisseur Katsuhiro Otomo präsentierte mit Mushishi, einer Verfilmung der gleichnamigen Manga-Serie von Yuki Urushibara, seinen zweiten Realfilm nach World Apartment Horror aus dem Jahr 1991. Der einzige Animationsfilm im Wettbewerb war Paprika des Japaners Satoshi Kon, der durch Filme wie Perfect Blue und Tokyo Godfathers große Anerkennung bei Kritikern gefunden hatte. Weitere ostasiatische Vertreter im Wettbewerb waren Jia Zhangkes Still Life, Johnnie Tos Fong juk, Apichatpong Weerasethakuls Sang sattawat und Tsai Ming-Liangs Hei yanquan. Die Teilnahme von Still Life wurde erst während des Festivals als „Überraschungsfilm“ bekanntgegeben.
| Filmtitel                       | Regie                              | Produktionsland                          | Darsteller (Auswahl)                                                   |
| Black Book                      | Paul Verhoeven                     | Niederlande, Deutschland, Großbritannien | Carice van Houten, Sebastian Koch, Thom Hoffman, Halina Reijn          |
| The Black Dahlia                | Brian De Palma                     | USA, Deutschland                         | Josh Hartnett, Aaron Eckhart, Scarlett Johansson, Hilary Swank         |
| Bobby                           | Emilio Estevez                     | USA                                      | Anthony Hopkins, Demi Moore, Sharon Stone, Elijah Wood                 |
| Children of Men                 | Alfonso Cuarón                     | Großbritannien, USA                      | Clive Owen, Julianne Moore, Michael Caine                              |
| Daratt                          | Mahamat-Saleh Haroun               | Tschad, Frankreich, Belgien, Österreich  | Ali Barkai                                                             |
| Euphoria – Liebe, Tod und Wodka | Iwan Wyrypajew                     | Russland                                 | Polina Agurejewa, Maxim Uschakow, Michail Okunew                       |
| Fallen                          | Barbara Albert                     | Österreich                               | Birgit Minichmayr, Nina Proll, Kathrin Resetarits, Ursula Strauss      |
| Fong juk                        | Johnnie To                         | Hongkong, China                          |                                                                        |
| The Fountain                    | Darren Aronofsky                   | USA                                      | Hugh Jackman, Rachel Weisz                                             |
| Golden Door                     | Emanuele Crialese                  | Frankreich, Italien                      | Charlotte Gainsbourg                                                   |
| Hei yanquan                     | Tsai Ming-liang                    | Taiwan, Frankreich, Österreich           | Chen Shiang-chyi, Lee Kang-sheng, Norman Atun, Pearlly Chua            |
| Herzen                          | Alain Resnais                      | Frankreich, Italien                      | Sabine Azéma                                                           |
| Die Hollywood-Verschwörung      | Allen Coulter                      | USA                                      | Adrien Brody, Diane Lane, Ben Affleck, Bob Hoskins                     |
| Jene ihrer Begegnungen          | Danièle Huillet, Jean-Marie Straub | Italien, Frankreich                      | Angela Nugara, Vittorio Vigneri                                        |
| L’intouchable                   | Benoît Jacquot                     | Frankreich                               | Isild Le Besco, Bérangère Bonvoisin, Marc Barbé, Jérémie Elkaïm        |
| Mushishi                        | Katsuhiro Otomo                    | Japan                                    | Joe Odagiri                                                            |
| Nue propriété                   | Joachim Lafosse                    | Belgien, Luxemburg, Frankreich           | Isabelle Huppert, Jérémie Renier, Yannick Renier                       |
| Paprika                         | Satoshi Kon                        | Japan                                    |                                                                        |
| Die Queen                       | Stephen Frears                     | Großbritannien                           | Helen Mirren, Michael Sheen, James Cromwell, Sylvia Syms               |
| Sang sattawat                   | Apichatpong Weerasethakul          | Thailand, Frankreich                     | Nantarat Sawaddikul, Jaruchai Iamaram, Sophon Pukanok, Jenjira Pongpas |
| La stella che non c'è           | Gianni Amelio                      | Italien                                  | Sergio Castellitto                                                     |
| Still Life                      | Jia Zhangke                        | China                                    | Han Sanming                                                            |

### Preisträger
Gegen die 21 anderen Filme um den Goldenen Löwen für den besten Film konnte sich der Chinese Jia Zhangke mit dem realistisch gefilmten Drama Still Life, das kritisch die Auswirkungen des Drei-Schluchten-Damms am Jangtse behandelt. Die Entscheidung der Jury galt als überraschend, da der Großteil der Presse eher mit einem der englischsprachigen Filme als Preisträger des Goldenen Löwen rechnete und Still Life in letzter Minute, als „Überraschungsfilm“, nachnominiert wurde. Zhangke war bereits zuvor zweimal im Wettbewerb der Biennale vertreten gewesen.
Den Silbernen Löwe für die beste Regie gewann Alain Resnais für seine Theaterverfilmung Herzen, den Spezialpreis vergab die Jury der politischen Parabel Daratt von Mahamat-Saleh Haroun. Die Darstellerpreise, die Coppa Volpi, erhielten Ben Affleck für Die Hollywood-Verschwörung und Helen Mirren für Die Queen. Peter Morgan erhielt für Die Queen zudem den Drehbuchpreis. Den Nachwuchsdarstellerpreis des Festivals, den Marcello-Mastroianni-Preis, gewann Isild Le Besco für L’intouchable. Einen Silbernen Löwen als beste Neuentdeckung vergab die Jury Emanuele Crialese für Golden Door. Der Kameramann Emmanuel Lubezki wurde für seine Arbeit an Children of Men für den besten Technik-Beitrag ausgezeichnet.
Das Regie-Paar Jean-Marie Straub und Danièle Huillet wurde mit einem Spezial-Löwen für die „Erneuerung der Sprache des Kinos“ ausgezeichnet. Der 73-jährige Straub erschien nicht zum Festival, da er nicht zu einer Veranstaltung wolle, bei der so viel öffentliche und private Polizei Terroristen suche.

## Orizzonti
In der Sektion Orizzonti (dt. „Horizonte“), die sich den neuen Wegen des Kinos widmet, wurde der Film Akamas des griechisch-zypriotischen Dokumentarfilmers Panicos Chrysanthou gezeigt. Die Regierung Zyperns wollte allerdings nicht, dass der Film, der die politische Geschichte des Landes von den 1950er-Jahren bis 1975 zeigt, aufgeführt wird und wollte, dass Chrysanthou den Film zurückzieht. In derselben Sektion zeigte der deutsche Regisseur Edgar Reitz den vierten Teil seiner Heimat-Filmreihe und Douglas McGrath seine Verfilmung des Lebens Truman Capotes, Kaltes Blut – Auf den Spuren von Truman Capote, mit Toby Jones und Sandra Bullock.
Unter den 24 Spiel- und Dokumentarfilmen, die in der Sektion gezeigt wurden und die sich Hoffnungen auf die zwei Preise der Sektion machen konnten, befanden sich außerdem zum Beispiel The Hottest State des US-amerikanischen Schauspielers Ethan Hawke, der damit die Verfilmung seines eigenen Romans präsentierte, und Tachiguishi retsuden von Mamoru Oshii. Letzterer Film ist eine Mischung aus Zeichentrick-, Computeranimations- und Realfilm. Beispielsweise Alain Robbe-Grillet und Shinji Aoyama zeigten ebenfalls ihre neuen Filme in der Sektion Horizonte.
Die Jury in der Sektion führte der deutsche Regisseur Philip Gröning an. Weitere Mitglieder der Jury waren der italienische Regisseur Carlo Carlei, der, ebenfalls italienische, Drehbuchautor Giuseppe Genna, die japanische Produzentin Keiko Kusakabe und der ägyptische Regisseur Yousri Nasrallah.
Den Orizzonti-Preis, der 2006 mit 10.000 Euro dotiert war, gewann Liu Jie für Mabei shang de fating. Der Orizzonti-Doc-Preis ging an Spike Lee für seine über vier Stunden dauernde Dokumentation When the Levees Broke über den Hurrikan Katrina.

## Corta Cortissimo
Siebzehn Kurzfilme, alle unter dreißig Minuten, aus fünfzehn Ländern befanden sich im Wettbewerb um den Corta-Cortissimo-Löwen. Als Präsident der dreiköpfigen Jury in dieser Sektion fungierte der südafrikanische Produzent und Regisseur Teboho Mahlatsi, der 1999 am Lido mit dem Silbernen Löwen für den besten Kurzfilm und 2004 mit einem Menschenrechtspreis bei den Filmfestspielen von Venedig ausgezeichnet worden war. Außerhalb des Wettbewerbs zeigte er sein neuestes Werk Sekalli sa Meokgo.
Der Corta-Cortissimo-Löwe ging schließlich an den 18-minütigen Film Comment on freine dans une descente? der Französin Alix Delaporte. Sie konnte sich unter anderem gegen zwei deutsche Teilnehmer, Detektive von Andreas Goldstein und Rien ne va plus von Katja Pratschke und Gusztáv Hàmos, durchsetzen. Während der Malaysier Yeo Joon Han für Adults only eine besondere Erwähnung erhielt, gewann der Brite Daniel Elliott für The Making of Parts den UIP-Preis für den besten europäischen Kurzfilm.
| Filmtitel                                     | Regie                             | Produktionsland   | Länge      |
| Adults only                                   | Joon Han Yeo                      | Malaysia          | 10 Minuten |
| Um año mais longo                             | Marco Martins                     | Portugal          | 29 Minuten |
| Comment on freine dans une descente?          | Alix Delaporte                    | Frankreich        | 18 Minuten |
| Detektive                                     | Andreas Goldstein                 | Deutschland       | 21 Minuten |
| Eva reste au placard les nuits de pleine lune | Alex Stockman                     | Belgien           | 29 Minuten |
| „Faça sua Escolha“                            | Paula Miranda                     | Brasilien         | 7 Minuten  |
| Fib 1477                                      | Lorenzo Sportiello                | Italien           | 12 Minuten |
| In the Eye Abides the Heart                   | Mary Sweeney                      | USA               | 8 Minuten  |
| Levelek                                       | Ferenc Cakó                       | Ungarn            | 6 Minuten  |
| The Making of Parts                           | Daniel Elliott                    | Großbritannien    | 15 Minuten |
| Mum                                           | Mads Matthiesen                   | Dänemark          | 12 Minuten |
| Pharmakon                                     | Ioakim Mylonas                    | Zypern            | 13 Minuten |
| Rien ne va plus                               | Katja Pratschke und Gusztáv Hàmos | Deutschland       | 30 Minuten |
| Simanei Derech                                | Shimon Shai                       | Israel            | 22 Minuten |
| Treinta Años                                  | Nicolàs Lasnibat                  | Chile, Frankreich | 21 Minuten |
| Trillizas Propaganda                          | Fernando Salem                    | Argentinien       | 15 Minuten |
| What Does Your Daddy Do?                      | Martin Stitt                      | Großbritannien    | 15 Minuten |

## Filme außerhalb des Wettbewerbs
David Lynchs zehnter Spielfilm, das Mysterydrama Inland Empire mit Laura Dern in der Hauptrolle, wurde ebenso in Venedig gezeigt wie der bereits im Juli 2006 in den japanischen Kinos angelaufene Anime-Film Die Chroniken von Erdsee von Goro Miyazaki, dessen Vater Hayao Miyazaki im Vorjahr mit dem Goldenen Löwen als Ehrenpreis ausgezeichnet worden war. Oliver Stone zeigte sein bereits seit dem 9. August in den US-amerikanischen und kanadischen Kinos laufendes Drama World Trade Center über die Terroranschläge am 11. September 2001 in den USA mit Nicolas Cage und Michael Peña. Auch außerhalb des Wettbewerbs aufgeführt wurde David Frankels Der Teufel trägt Prada, das bereits seit Juni in den US-amerikanischen Kinos lief und von der Chefin eines angesehenen Mode-Magazins, gespielt von Meryl Streep, handelt.
Nachdem 2004 eine Reihe älterer italienischer Filme als Geheime Geschichte des italienischen Films und 2005 einige ältere asiatische Filme als Geheime Geschichte des asiatischen Films gezeigt wurden, setzte man dies 2006 mit einer Geheimen Geschichte des russischen Films fort. Es wurden einige neuentdeckte und restaurierte Filme gezeigt. Die Geheime Geschichte des italienischen Films fand eine zweite Fortsetzung.
Retrospektiven während des Festivals widmete man neben dem brasilianischen Regisseur Joaquim Pedro de Andrade drei großen italienischen Filmschaffenden, Roberto Rossellini, Mario Soldati und Luchino Visconti. In Gedenken an den hundertsten Geburtstag Rossellinis wurde sein Rom, offene Stadt aus dem Jahr 1945 noch am 29. August, vor Beginn des eigentlichen Festivals, in restaurierter Fassung gezeigt.

## Konkurrenz mit dem Festa del Cinema internazionale di Roma
Im Oktober sollte erstmals das Festa del Cinema internazionale di Roma in Rom stattfinden, ein Filmfestival, das populärer und repräsentativer für den italienischen Staat sein sollte. Zwar plante man, den wegen seines Alters viel kritisierten Palazzo del Cinema in Venedig neu zu erbauen, doch fürchtete man, der Staat würde eher das neue, noch unter der Regierung Silvio Berlusconis beschlossene Festival in Rom unterstützen, das ein neues Gebäude zu bieten hat und wo im Oktober beispielsweise Steven Shainbergs Fur – An Imaginary Portrait of Diane Arbus mit Nicole Kidman in der Hauptrolle aufgeführt wurde.